# Luis Vega Escandón
Luis Vega y Escandón (Luanco, 11 de noviembre de 1928 − ibidem, 31 de octubre de 2014) fue un abogado y político democristiano español, diputado en el Congreso de los Diputados por la circunscripción de Asturias durante tres legislaturas.

## Biografía
Licenciado en Derecho por la Universidad de Oviedo, abrió despacho como abogado en su domicilio en los años 1950. Miembro de Acción Católica durante la dictadura franquista, en la década de 1960 se vinculó políticamente con Izquierda Democrática, formación democristiana liderada por el exministro de Agricultura de la Segunda República Manuel Giménez Fernández y, a la muerte de este, por Joaquín Ruiz Jiménez. Como abogado, fue defensor de diversos procesados por causas políticas durante la dictadura ante el Tribunal de Orden Público.
Muerto Franco, Vega Escandón abandonó la formación de Joaquín Ruiz Jiménez para crear otra, bajo el liderazgo de Fernando Álvarez de Miranda, que terminó por agruparse con diversos grupos en el Partido Popular Demócrata Cristiano, que fue uno de los partidos que dieron lugar a Unión de Centro Democrático (UCD). Con esta formación, liderada por Adolfo Suárez, obtuvo el escaño al Congreso de los Diputados encabezando la lista por la circunscripción de Asturias en las elecciones generales de 1977, las primeras democráticas tras el final de la dictadura y que dieron la victoria a UCD. Renovó el escaño en las elecciones de 1979.
Al año siguiente, en noviembre de 1980, cuestionó el liderazgo de Adolfo Suárez por la debilidad del gabinete en minoría que no había conseguido aprobar los presupuestos en el Congreso. Vega Escandón, como otros democristianos de UCD en lo que se denominó la Operación Quirinal, se mostró contrario a los pactos puntuales que se negociaban desde el ejecutivo con el Partido Socialista de Andalucía (PSA) y el Partido Nacionalista Vasco (PNV), y abogó por un gobierno de coalición o un gran pacto con el Partido Socialista Obrero Español (PSOE) para afrontar la crisis política, económica y la lucha contra el terrorismo, en especial de Euskadi Ta Askatasuna (ETA). En concreto señaló:

Así es, que estamos ante otro Gobierno débil, que Adolfo Suárez cometió el error de calificar como el mejor de UCD. El número de parados aumenta y no se pone freno al terrorismo. A mí la gente me para por la calle y me pregunta: "¿Pero ustedes qué hacen?" Yo no creo que se den las condiciones de un golpe de Estado a la turca, pero así no podemos continuar. ¿Adolfo Suárez? Creo que cumplió una etapa política con mucho acierto, pero se encuentra en un momento en el que no parece capaz de hacer frente a la situación con suficiente autoridad. Un Gobierno democrático tiene más autoridad que ningún otro para hacer frente al terrorismo.

Estas declaraciones provocaron fuertes críticas desde la dirección y la militancia en el seno de la UCD en Asturias. Antes de la práctica desaparición de la UCD tras el fracaso electoral de 1982, Vega Escandón se integró en el Partido Demócrata Popular (PDP) liderado por Óscar Alzaga y fue elegido de nuevo diputado ese año, dentro de Coalición Democrática, formada por el PDP y la Alianza Popular (AP) de Manuel Fraga.
En su labor como diputado, durante las legislaturas en las que formó parte del grupo centrista (1977-1982) fue vicepresidente primero de la Comisión Constitucional, clave en la redacción del texto constitucional de 1978 y miembro de la Diputación Permanente (1977-1982), entre otros cargos. Con Coalición Democrática (II legislatura), fue miembro de la comisión de Justicia y la de control de Radio Televisión Española.
También fue por un año (1986-1987) eurodiputado nombrado por el Congreso tras la integración de España en la Comunidad Económica Europea. Con la desaparición del PDP se integró en el Partido Popular, participando en sus órganos regionales de dirección hasta que abandonó la actividad política en 1996.
Falleció el 31 de octubre de 2014 en Luanco a los 85 años.